# Шифферштадт
Шифферштадт (нем. Schifferstadt) — город в Германии, в земле Рейнланд-Пфальц. 
Входит в состав района Рейн-Пфальц.  Население составляет 19 375 человек (на 31 декабря 2010 года). Занимает площадь 28,04 км². Официальный код  —  07 3 38 025.

## Города-побратимы
Шифферштадт является городом-побратимом для :
- Фредерик (Мэриленд) (англ. Frederick (Maryland)), США

## Фотографии

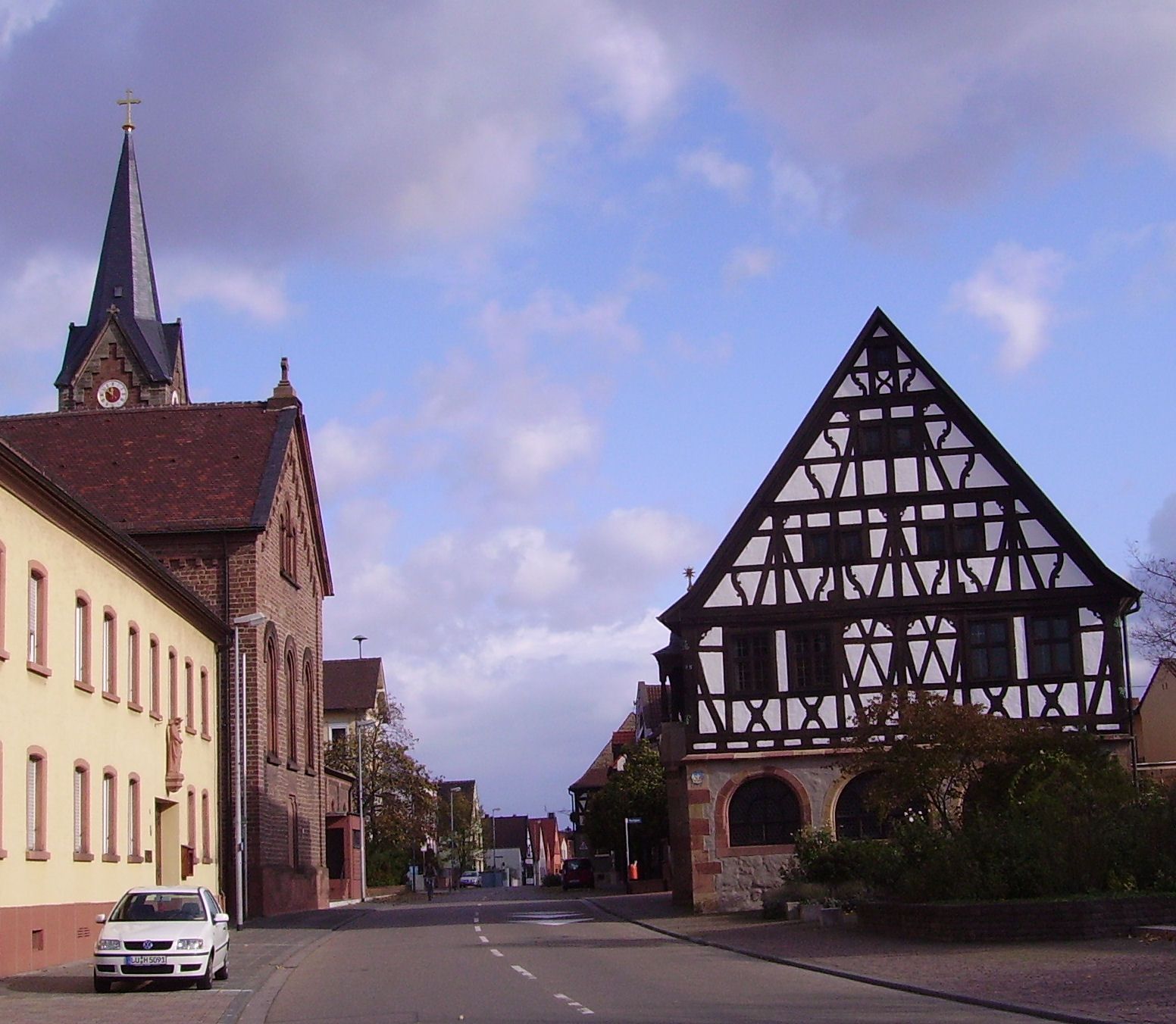
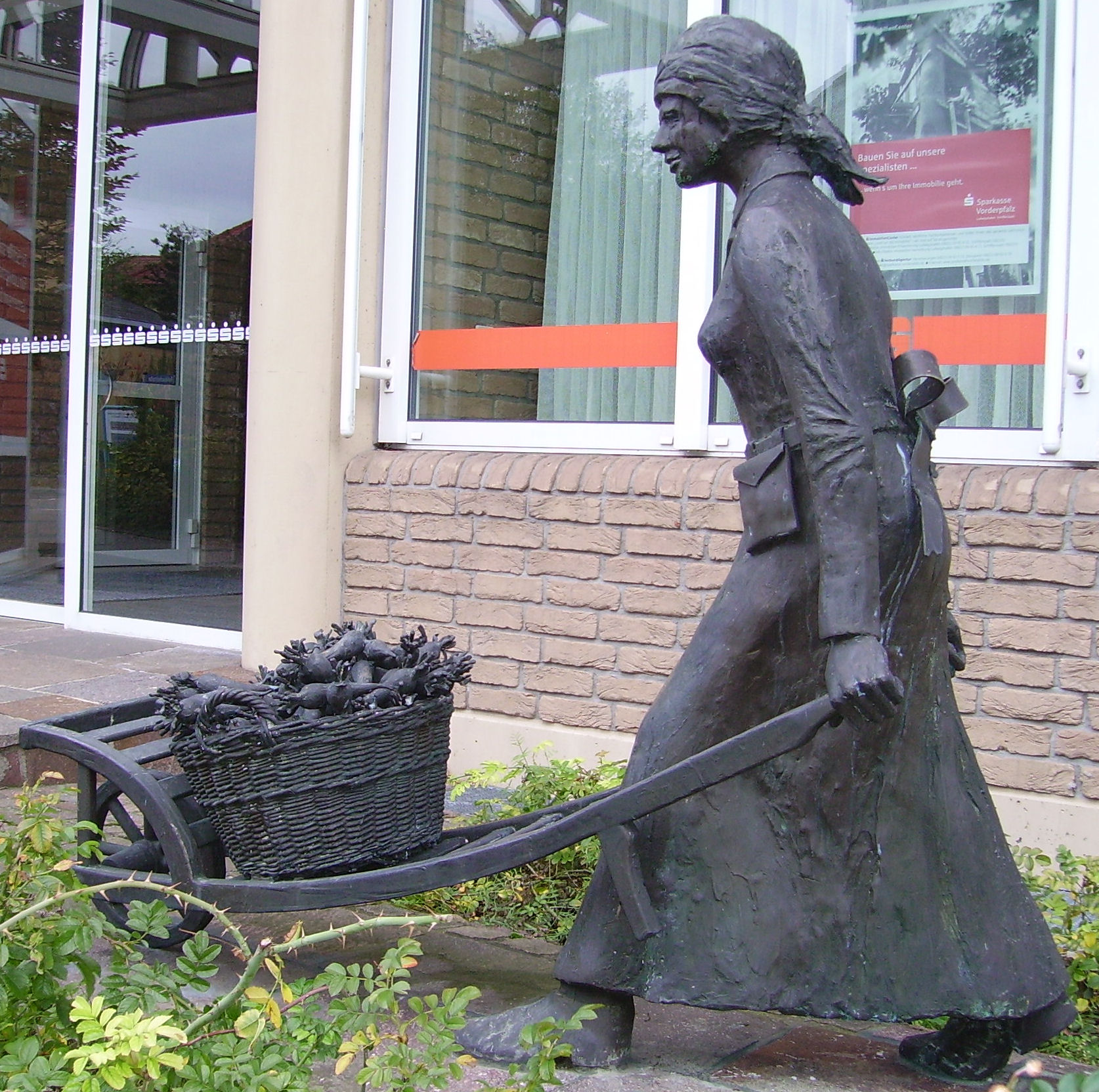
Памятник
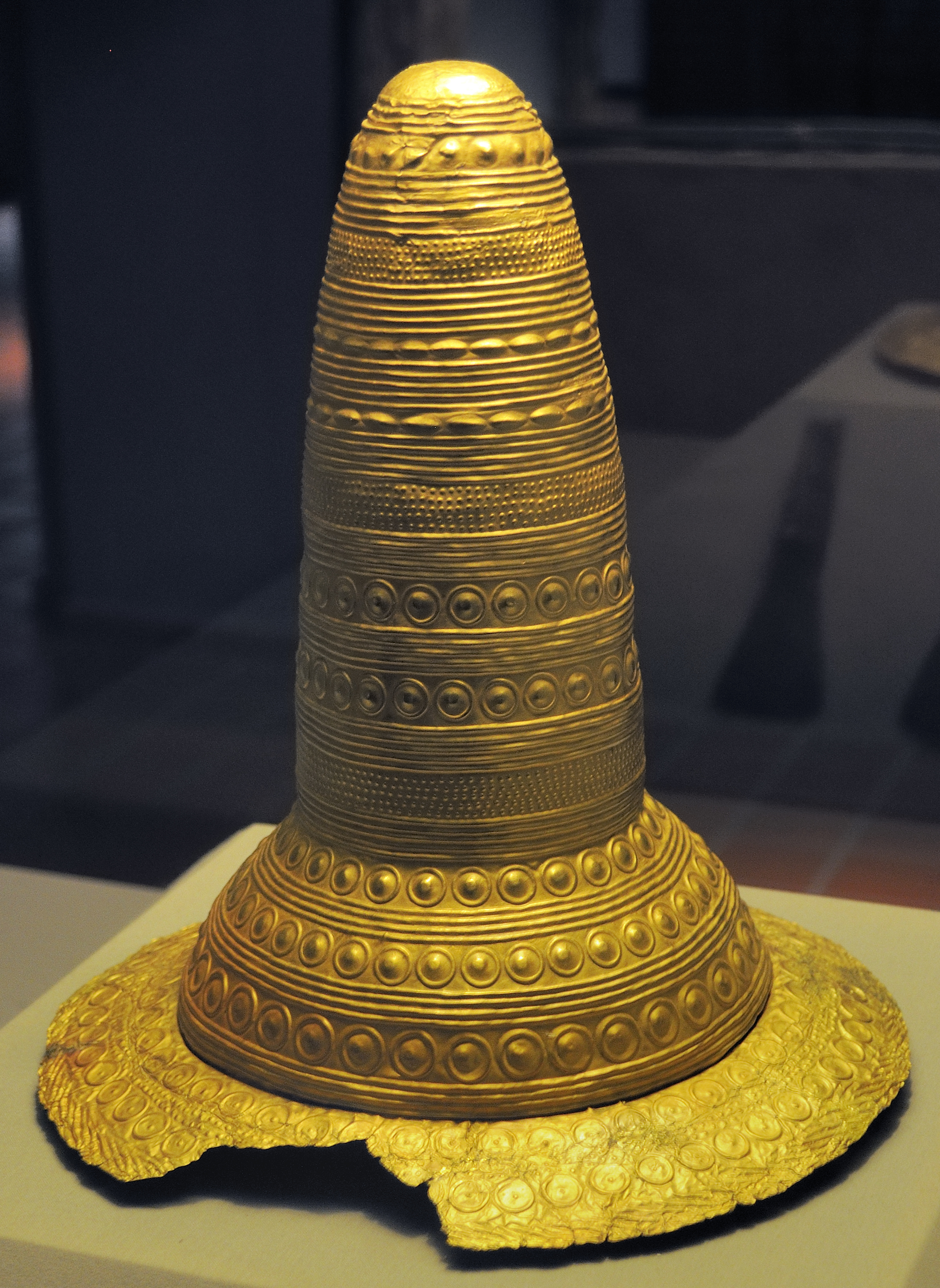
Золотая шляпа из Шифферштадта[нем.] XIV века до н. э., найдена в 1835 году, (Исторический музей Пфальца)